# Nizar Banat
Nizar Khalil Muhammad Banat (Abu Kifah, 27 de agosto de 1978 - 24 de junio de 2021) fue un activista político y defensor de los derechos humanos palestino. Fue uno de los activistas más destacados que se opusieron a la Autoridad Nacional Palestina, criticando sus políticas y funcionarios, a quienes calificó de corruptos. Banat encabezaba la lista de la Libertad y la Dignidad. Fue asesinado a golpes por un escuadrón de las fuerzas de seguridad de la Autoridad Palestina que lo detuvo en su domicilio.

## Trayectoria
Banat más conocido por sus videos antigubernamentales, que publicó en las redes sociales, en los que abordó la corrupción y las violaciones de los derechos humanos. Amira Hass y Jack Khoury (Haaretz) indicaron que Banat no solo criticó al gobierno de Abbas, sino también al opositor de Abbas, Mohammed Dahlan, cuyos partidarios están vinculados en los círculos de inteligencia.
La Autoridad Palestina lo arrestó varias veces acusado de insultar el sentimiento nacional, agredir a la Autoridad Palestina, e incitar a la lucha contra la AP en Facebook.
Su casa fue atacada por elementos de seguridad después de que hiciera un llamamiento a la Unión Europea para que cortara la ayuda a la AP, debido al aplazamiento de las elecciones legislativas palestinas de 2021, proceso denunciado por la Unión Europea el 2 de mayo de 2021 en su cuenta oficial en Twitter. “La Comisión de la Unión en Palestina sigue con preocupación el ataque a la casa del activista Nizar Banat en la ciudad de Dura, en el sur de Cisjordania. La violencia contra los políticos y los defensores de los derechos humanos es inaceptable”, se lee en el tuit.

## Muerte
El 24 de junio de 2021, alrededor de las 3:30 am, miembros de la Fuerza de Seguridad Preventiva de la Autoridad Palestina irrumpieron en su casa en la provincia de Hebrón, en el sur de Cisjordania, lo golpeó brutalmente y luego lo arrestó. A las 6:45 am, la Autoridad Palestina anunció oficialmente la muerte del activista Nizar Banat. Su familia acusó a la Autoridad Palestina de asesinarlo con premeditación.

### Reacciones internacionales
- Unión Europea: La Unión Europea emitió un comunicado diciendo: "Conmocionada y triste por la muerte del activista y excandidato legislativo Nizar Banat, tras su detención por parte de las fuerzas de seguridad palestinas la pasada noche. Nuestras condolencias a su familia y seres queridos. Se debe realizar de inmediato una investigación completa, independiente y transparente".[10]
- Estados Unidos: El portavoz del Departamento de Estado, Ned Price, dijo que Estados Unidos estaba "profundamente perturbado por la muerte del activista palestino Nizar Banat y por la información reportada sobre las circunstancias de su muerte". “Nos preocupan seriamente las restricciones impuestas por la Autoridad Palestina al ejercicio de la libertad de expresión de los palestinos y el acoso de activistas y organizaciones de la sociedad civil”, agregó Price.[11]